# Rafael Pereira
Rafael Pereira, född 8 april 1997, är en friidrottare från Brasilien. Han deltog vid olympiska sommarspelen 2020.